# Dave Evans
Dave Evans, född den 20 juli 1953 i Carmarthen i Wales, är en australisk sångare, mest känd som AC/DC:s första sångare.
Evans värvades till AC/DC 1973, men ersattes redan året därpå av Bon Scott. Evans spelade in två singel med bandet, Can I Sit Next to You Girl, samt Rockin' in the Parlour.
Efter AC/DC har Evans sjungit i några mindre kända band och även gett ut flera soloalbum.